# Passionsblomssläktet
Passionsblomssläktet (Passiflora) är ett släkte i familjen passionsblomsväxter. Släktet har cirka 500 arter och som till stor del består av klätterväxter. Det finns dock några arter som bildar buskar eller träd.  Passionsblommor är kända för sina iögonenfallande blommor. Namnet syftar på Bibelns passionsberättelse och blomman har setts som symbolisk för Jesus lidande, törnekrona och korsfästelse. Passionsblommorna är hemmahörande i tropiska och subtropiska områden. Majoriteten av arterna återfinns i Amerika men det finns även arter i Nya Zeeland, Australien, Asien och på Madagaskar.
Flera arter odlas som krukväxter. En art kan möjligen vara härdig på varma platser i sydligaste Sverige.
Många arter har en unik blomstruktur som behöver ett stort bi för att kunna pollineras effektivt. Andra arter pollineras av kolibrier, fladdermöss, humlor eller getingar och några är dessutom självpollinerande. Eftersom många fjärilsarter använder sig av växter av släktet för att lägga sina ägg på och äter dem som larver har släktet utvecklat en variant av mimikry som kallas Gilberts mimikry.
Det finns en stor samling av dessa växter i fjärilsparken Butterfly World i Florida.
Arten passionsfrukt (Passiflora edulis) odlas i stor omfattning i Västindien och södra Florida.

## Medicin
Passionsblommor har använts av indianer i både Nord- och Centralamerika för att behandla sömnlöshet, hysteri och epilepsi. Växterna sägs också vara smärtstillande. Passionsblommorna har visat sig innehålla ämnen som har lugnande effekt och som är hallucinogena i större mängder.

## Dottertaxa till Passionsblomssläktet, i alfabetisk ordning[1]
- Passiflora actinia
- Passiflora acuminata
- Passiflora adenopoda
- Passiflora adulterina
- Passiflora affinis
- Passiflora aimae
- Passiflora alata
- Passiflora allantophylla
- Passiflora alnifolia
- Passiflora altebilobata
- Passiflora amalocarpa
- Passiflora amazonica
- Passiflora ambigua
- Passiflora amethystina
- Passiflora amicorum
- Passiflora amoena
- Passiflora ampullacea
- Passiflora anastomosans
- Passiflora andersonii
- Passiflora andina
- Passiflora andreana
- Passiflora anfracta
- Passiflora angusta
- Passiflora antioquiensis
- Passiflora apetala
- Passiflora apoda
- Passiflora araguensis
- Passiflora araujoi
- Passiflora arbelaezii
- Passiflora arborea
- Passiflora arida
- Passiflora aristulata
- Passiflora arizonica
- Passiflora arta
- Passiflora ascidia
- Passiflora aurantia
- Passiflora aurantioides
- Passiflora auriculata
- Passiflora azeroana
- Passiflora bahamensis
- Passiflora bahiensis
- Passiflora balbis
- Passiflora barclayi
- Passiflora bauhiniifolia
- Passiflora berteriana
- Passiflora bicrura
- Passiflora bicuspidata
- Passiflora biflora
- Passiflora bilobata
- Passiflora boenderi
- Passiflora bogotensis
- Passiflora boticarioana
- Passiflora brachyantha
- Passiflora bracteosa
- Passiflora brevifila
- Passiflora bryonioides
- Passiflora bucaramangensis
- Passiflora buchtienii
- Passiflora cacao
- Passiflora caerulea
- Passiflora calcicola
- Passiflora callacallensis
- Passiflora callistemma
- Passiflora campanulata
- Passiflora candida
- Passiflora candollei
- Passiflora capparidifolia
- Passiflora capsularis
- Passiflora cardonae
- Passiflora carnosisepala
- Passiflora carrascoensis
- Passiflora castellanosii
- Passiflora catharinensis
- Passiflora caucaense
- Passiflora cauliflora
- Passiflora cerasina
- Passiflora ceratocarpa
- Passiflora cerradensis
- Passiflora cervii
- Passiflora chaparensis
- Passiflora chelidonea
- Passiflora chlorina
- Passiflora chocoensis
- Passiflora chrysophylla
- Passiflora chrysosepala
- Passiflora ciliata
- Passiflora cincinnata
- Passiflora cinnabarina
- Passiflora cirrhiflora
- Passiflora cirrhipes
- Passiflora cissampeloides
- Passiflora citrifolia
- Passiflora citrina
- Passiflora clathrata
- Passiflora clypeophylla
- Passiflora coactilis
- Passiflora cobanensis
- Passiflora coccinea
- Passiflora cochinchinensis
- Passiflora colimensis
- Passiflora colinvauxii
- Passiflora colombiana
- Passiflora compar
- Passiflora condorita
- Passiflora contracta
- Passiflora conzattiana
- Passiflora cordistipula
- Passiflora coriacea
- Passiflora costaricensis
- Passiflora costata
- Passiflora crassifolia
- Passiflora cremastantha
- Passiflora crenata
- Passiflora crispolanata
- Passiflora cryptopetala
- Passiflora cuatrecasasii
- Passiflora cubensis
- Passiflora cumbalensis
- Passiflora cuneata
- Passiflora cupiformis
- Passiflora cuprea
- Passiflora curva
- Passiflora cuspidifolia
- Passiflora cuzcoensis
- Passiflora cyanea
- Passiflora dalechampioides
- Passiflora danielii
- Passiflora dasyadenia
- Passiflora dawei
- Passiflora davidii
- Passiflora decipiens
- Passiflora deidamioides
- Passiflora deltoifolia
- Passiflora dioscoreifolia
- Passiflora discophora
- Passiflora dolichocarpa
- Passiflora eberhardtii
- Passiflora edmundoi
- Passiflora edulis
- Passiflora eggersii
- Passiflora eglandulosa
- Passiflora eichleriana
- Passiflora ekmanii
- Passiflora elegans
- Passiflora elliptica
- Passiflora emarginata
- Passiflora engleriana
- Passiflora ernestii
- Passiflora erythrophylla
- Passiflora escobariana
- Passiflora eueidipabulum
- Passiflora exoperculata
- Passiflora exsudans
- Passiflora exura
- Passiflora fanchonae
- Passiflora farneyi
- Passiflora faroana
- Passiflora fernandezii
- Passiflora ferruginea
- Passiflora filamentosa
- Passiflora filipes
- Passiflora fissurosa
- Passiflora flexipes
- Passiflora foetida
- Passiflora formosa
- Passiflora frutescens
- Passiflora fruticosa
- Passiflora fuchsiiflora
- Passiflora gabrielliana
- Passiflora galbana
- Passiflora garckei
- Passiflora gardneri
- Passiflora gibertii
- Passiflora gilbertiana
- Passiflora glaberrima
- Passiflora glandulosa
- Passiflora glaucescens
- Passiflora gleasonii
- Passiflora goniosperma
- Passiflora gracilens
- Passiflora gracilis
- Passiflora grandis
- Passiflora gritensis
- Passiflora guazumifolia
- Passiflora guedesii
- Passiflora guentheri
- Passiflora guyanensis
- Passiflora haematostigma
- Passiflora hahnii
- Passiflora harlingii
- Passiflora hastifolia
- Passiflora hatschbachii
- Passiflora haughtii
- Passiflora helleri
- Passiflora henryi
- Passiflora herbertiana
- Passiflora herthae
- Passiflora heterohelix
- Passiflora hexagonocarpa
- Passiflora hirtiflora
- Passiflora hollrungii
- Passiflora holosericea
- Passiflora holtii
- Passiflora huamachucoensis
- Passiflora hyacinthiflora
- Passiflora hypoglauca
- Passiflora ichthyura
- Passiflora imbeana
- Passiflora inca
- Passiflora incarnata
- Passiflora indecora
- Passiflora insignis
- Passiflora insueta
- Passiflora inundata
- Passiflora involucrata
- Passiflora ischnoclada
- Passiflora jamesonii
- Passiflora jardinensis
- Passiflora jatunsachensis
- Passiflora jianfengensis
- Passiflora jiboiaensis
- Passiflora jilekii
- Passiflora jorullensis
- Passiflora jugorum
- Passiflora juliana
- Passiflora jussieui
- Passiflora kalbreyeri
- Passiflora karwinskii
- Passiflora kawensis
- Passiflora kermesina
- Passiflora kikiana
- Passiflora killipiana
- Passiflora kuranda
- Passiflora kwangtungensis
- Passiflora lanata
- Passiflora lancearia
- Passiflora lanceolata
- Passiflora lancetillensis
- Passiflora lancifolia
- Passiflora laurifolia
- Passiflora lehmannii
- Passiflora lepidota
- Passiflora leptoclada
- Passiflora leptomischa
- Passiflora leptopoda
- Passiflora leschenaultii
- Passiflora ligularis
- Passiflora linda
- Passiflora lindeniana
- Passiflora linearistipula
- Passiflora lobata
- Passiflora lobbii
- Passiflora loefgrenii
- Passiflora longicuspis
- Passiflora longifilamentosa
- Passiflora longilobis
- Passiflora longipes
- Passiflora longiracemosa
- Passiflora loretensis
- Passiflora loxensis
- Passiflora luetzelburgii
- Passiflora lutea
- Passiflora luzmarina
- Passiflora lyra
- Passiflora macdougaliana
- Passiflora macfadyenii
- Passiflora macrophylla
- Passiflora macropoda
- Passiflora madidiana
- Passiflora maestrensis
- Passiflora magdalenae
- Passiflora magnifica
- Passiflora maguirei
- Passiflora malacophylla
- Passiflora maliformis
- Passiflora malletii
- Passiflora manantlensis
- Passiflora mandonii
- Passiflora manicata
- Passiflora mansoi
- Passiflora mapiriensis
- Passiflora margaritae
- Passiflora marginata
- Passiflora mariquitensis
- Passiflora markiana
- Passiflora mathewsii
- Passiflora mayarum
- Passiflora mcvaughiana
- Passiflora membranacea
- Passiflora mendoncaei
- Passiflora menispermacea
- Passiflora menispermifolia
- Passiflora mexicana
- Passiflora micrantha
- Passiflora micropetala
- Passiflora microstipula
- Passiflora miersii
- Passiflora miniata
- Passiflora misera
- Passiflora mixta
- Passiflora mollis
- Passiflora mollissima
- Passiflora moluccana
- Passiflora monadelpha
- Passiflora montana
- Passiflora mooreana
- Passiflora morifolia
- Passiflora mucronata
- Passiflora mucugeana
- Passiflora multiflora
- Passiflora multiformis
- Passiflora murucuja
- Passiflora mutisii
- Passiflora napalensis
- Passiflora nelsonii
- Passiflora nephrodes
- Passiflora nigradenia
- Passiflora nipensis
- Passiflora nitida
- Passiflora nubicola
- Passiflora nuriensis
- Passiflora oaxacensis
- Passiflora oblongata
- Passiflora obovata
- Passiflora obtusifolia
- Passiflora ocanensis
- Passiflora odontophylla
- Passiflora oerstedii
- Passiflora orbiculata
- Passiflora organensis
- Passiflora ornithoura
- Passiflora ovalis
- Passiflora ovata
- Passiflora pachyantha
- Passiflora pacifica
- Passiflora palenquensis
- Passiflora pallens
- Passiflora palmatisecta
- Passiflora palmeri
- Passiflora panamensis
- Passiflora papilio
- Passiflora pardifolia
- Passiflora parritae
- Passiflora parvifolia
- Passiflora parvipetala
- Passiflora pascoensis
- Passiflora pavonis
- Passiflora pectinata
- Passiflora pedata
- Passiflora pedicellaris
- Passiflora peduncularis
- Passiflora pendens
- Passiflora penduliflora
- Passiflora pennellii
- Passiflora pentagona
- Passiflora perakensis
- Passiflora perfoliata
- Passiflora pergrandis
- Passiflora pertriloba
- Passiflora phaeocaula
- Passiflora phellos
- Passiflora picturata
- Passiflora pilosa
- Passiflora pilosicorona
- Passiflora pilosissima
- Passiflora pinnatistipula
- Passiflora pittieri
- Passiflora platyloba
- Passiflora plumosa
- Passiflora podadenia
- Passiflora podlechii
- Passiflora poeppigii
- Passiflora pohlii
- Passiflora popayanensis
- Passiflora popenovii
- Passiflora porphyretica
- Passiflora poslae
- Passiflora pottiae
- Passiflora prolata
- Passiflora pterocarpa
- Passiflora pubera
- Passiflora pulchella
- Passiflora punctata
- Passiflora purdiei
- Passiflora pusilla
- Passiflora putumayensis
- Passiflora pyrrhantha
- Passiflora quadrangularis
- Passiflora quadrifaria
- Passiflora quadriflora
- Passiflora quadriglandulosa
- Passiflora quelchii
- Passiflora quercetorum
- Passiflora quetzal
- Passiflora quindiensis
- Passiflora quinquangularis
- Passiflora racemosa
- Passiflora recurva
- Passiflora reflexiflora
- Passiflora reitzii
- Passiflora resticulata
- Passiflora retipetala
- Passiflora rhamnifolia
- Passiflora rhodantha
- Passiflora riparia
- Passiflora rosea
- Passiflora roseorum
- Passiflora rotundifolia
- Passiflora rovirosae
- Passiflora rubra
- Passiflora rubrotincta
- Passiflora rufa
- Passiflora rufostipulata
- Passiflora rugosa
- Passiflora rugosissima
- Passiflora runa
- Passiflora rusbyi
- Passiflora saccoi
- Passiflora sagasteguii
- Passiflora sanchezii
- Passiflora sanctae-barbarae
- Passiflora sanctae-mariae
- Passiflora sandrae
- Passiflora sanguinolenta
- Passiflora santiagana
- Passiflora saulensis
- Passiflora saxicola
- Passiflora schlimiana
- Passiflora schultzei
- Passiflora sclerophylla
- Passiflora securiclata
- Passiflora seemannii
- Passiflora semiciliosa
- Passiflora serratifolia
- Passiflora serratodigitata
- Passiflora serrulata
- Passiflora setacea
- Passiflora setulosa
- Passiflora sexflora
- Passiflora shaferi
- Passiflora siamica
- Passiflora sicyoides
- Passiflora sidifolia
- Passiflora sierrae
- Passiflora skiantha
- Passiflora smilacifolia
- Passiflora smithii
- Passiflora sodiroi
- Passiflora solomonii
- Passiflora speciosa
- Passiflora spectabilis
- Passiflora sphaerocarpa
- Passiflora spicata
- Passiflora spinosa
- Passiflora sprucei
- Passiflora standleyi
- Passiflora stellata
- Passiflora stenoloba
- Passiflora stenosepala
- Passiflora stipulata
- Passiflora suberosa
- Passiflora subfertilis
- Passiflora sublanceolata
- Passiflora subpeltata
- Passiflora subpurpurea
- Passiflora subrotunda
- Passiflora subtriloba
- Passiflora subulata
- Passiflora sumatrana
- Passiflora tacanensis
- Passiflora tacsonioides
- Passiflora tarapotina
- Passiflora tarminiana
- Passiflora tatei
- Passiflora tecta
- Passiflora telesiphe
- Passiflora tenella
- Passiflora tenerifensis
- Passiflora tenuifila
- Passiflora tenuiloba
- Passiflora tesserula
- Passiflora tessmannii
- Passiflora tetrandra
- Passiflora tholozanii
- Passiflora tica
- Passiflora tiliaefolia
- Passiflora tina
- Passiflora tolimana
- Passiflora tonkinensis
- Passiflora transversalis
- Passiflora trialata
- Passiflora trichopoda
- Passiflora tricuspis
- Passiflora trifasciata
- Passiflora trifoliata
- Passiflora triloba
- Passiflora trilobophylla
- Passiflora trinervia
- Passiflora trinifolia
- Passiflora trintae
- Passiflora tripartita
- Passiflora trisecta
- Passiflora trisulca
- Passiflora trochlearis
- Passiflora truncata
- Passiflora truxillensis
- Passiflora tryphostemmatoides
- Passiflora tuberosa
- Passiflora tucumanensis
- Passiflora tulae
- Passiflora ulmeri
- Passiflora umbilicata
- Passiflora uncinata
- Passiflora unipetala
- Passiflora urbaniana
- Passiflora uribei
- Passiflora urnifolia
- Passiflora ursina
- Passiflora urubiciensis
- Passiflora variolata
- Passiflora watsoniana
- Passiflora weberbaueri
- Passiflora weigendii
- Passiflora vellozii
- Passiflora venosa
- Passiflora venusta
- Passiflora veraguasensis
- Passiflora vescoi
- Passiflora vespertilio
- Passiflora vestita
- Passiflora villosa
- Passiflora wilsonii
- Passiflora viridescens
- Passiflora viridiflora
- Passiflora vitifolia
- Passiflora xiikzodz
- Passiflora xishuangbannaensis
- Passiflora yucatanensis
- Passiflora zamorana

## Bildgalleri

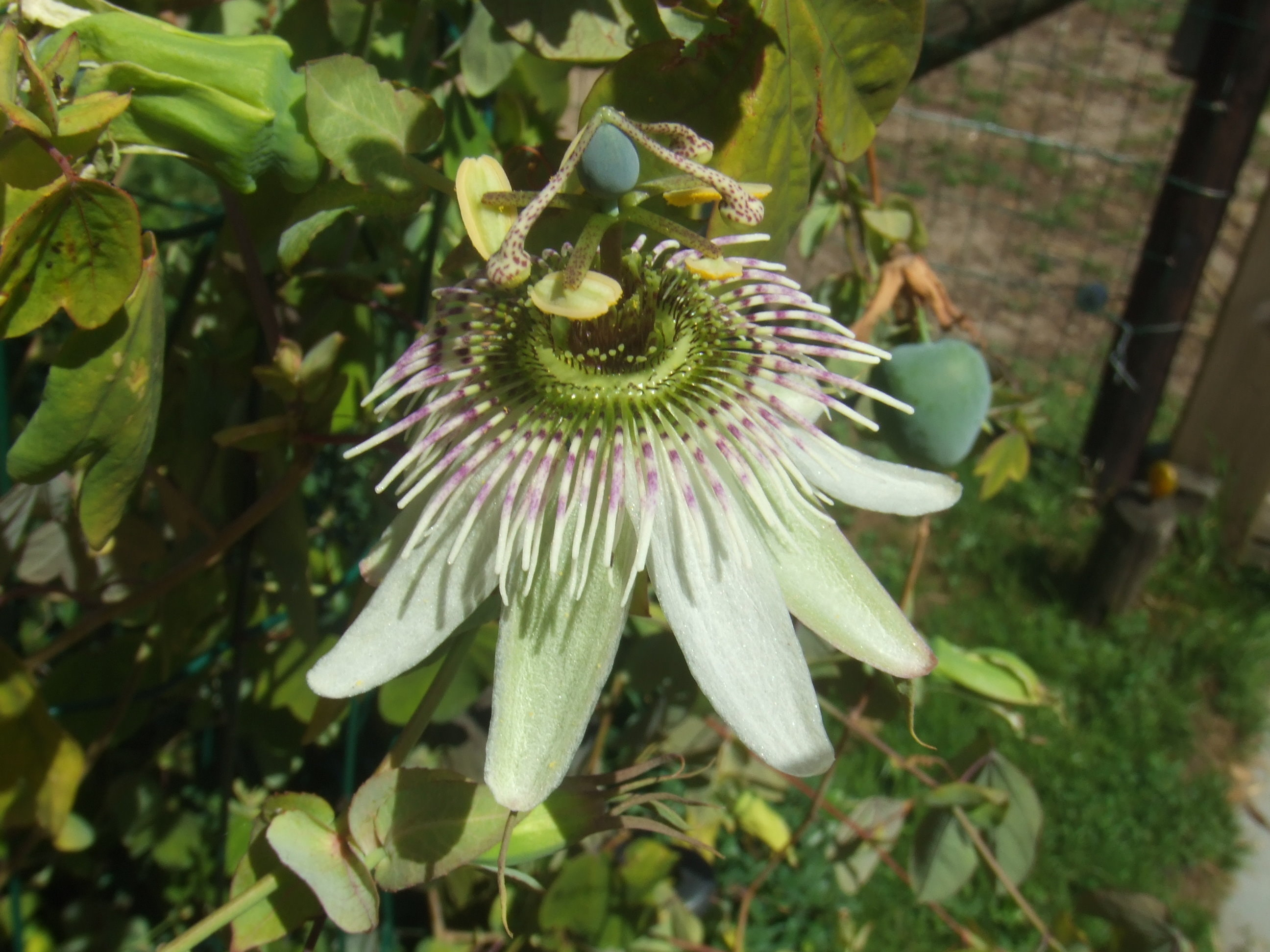
Passiflora gibertii
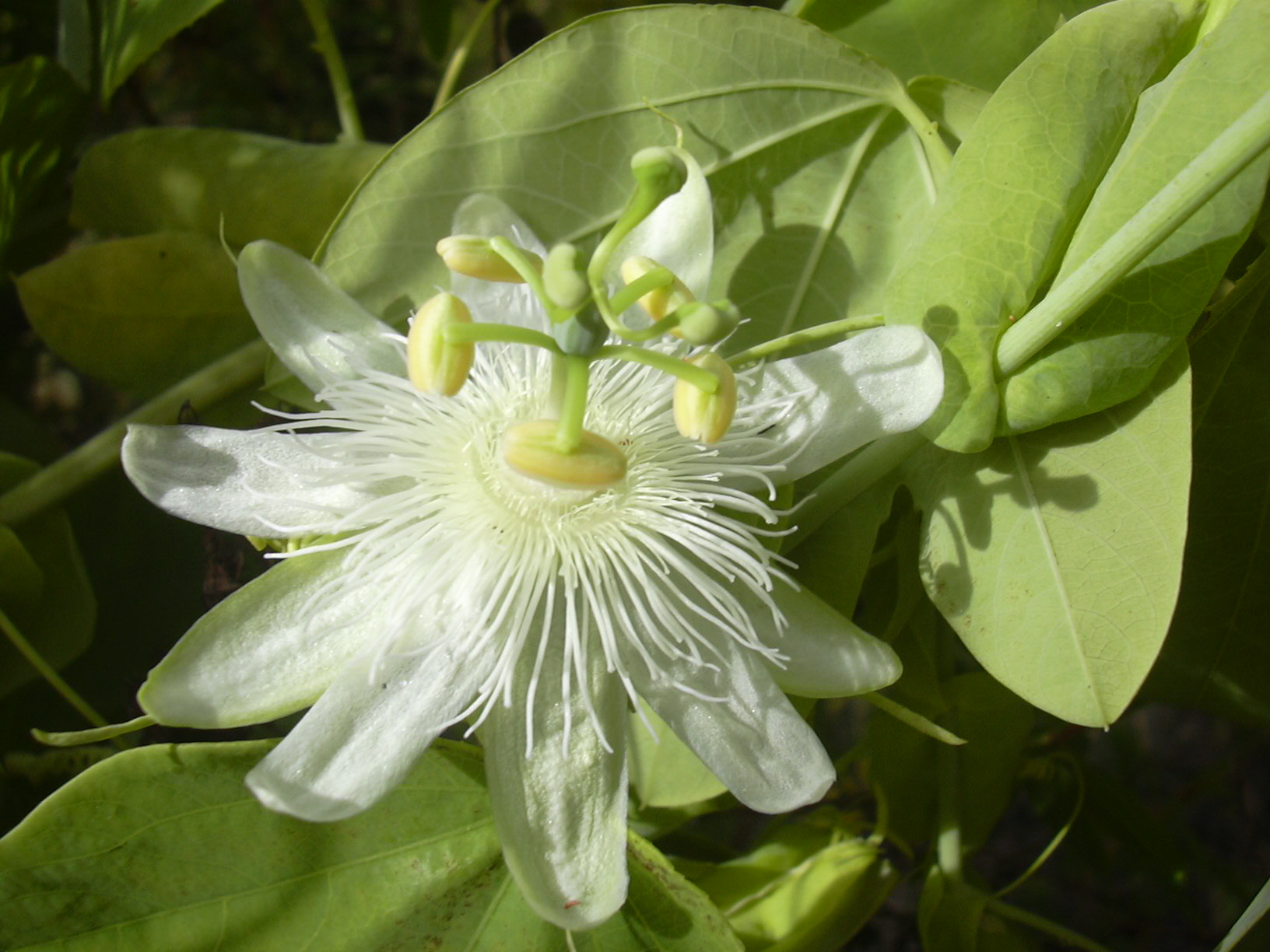
Vit passionsblomma (P. subpeltata)
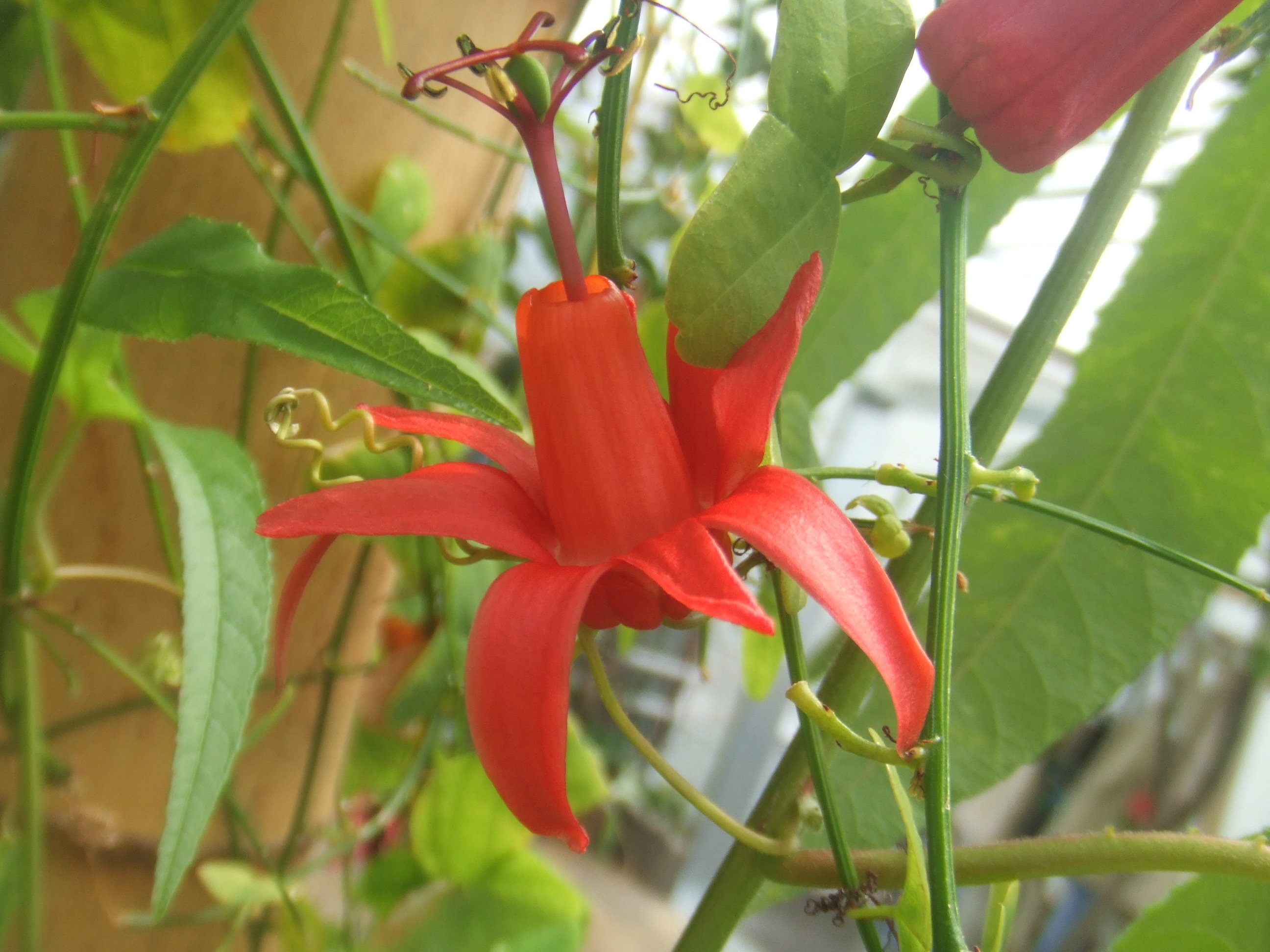
Passiflora murucuja
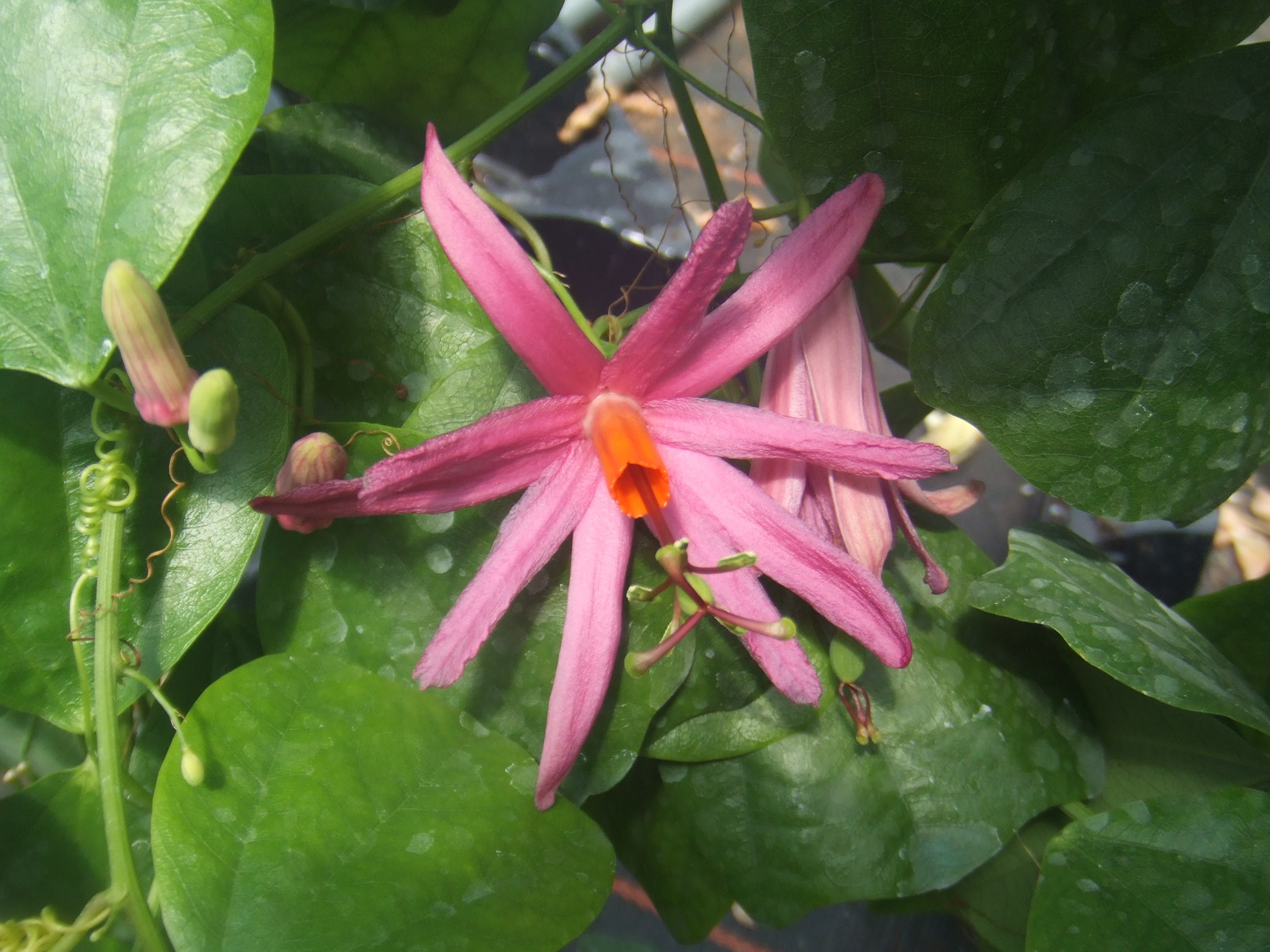
Passiflora tulae

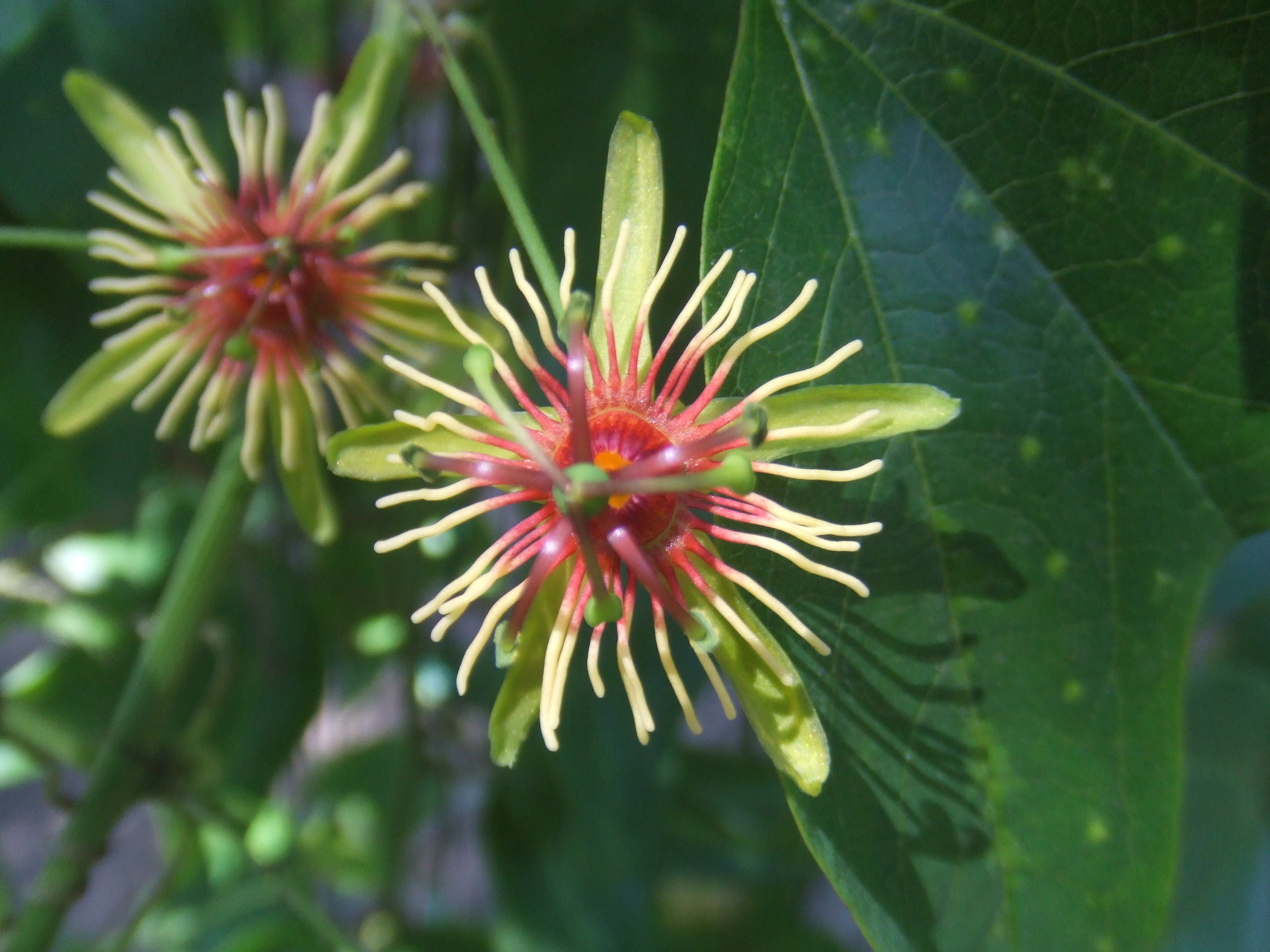
Passiflora jorullensis
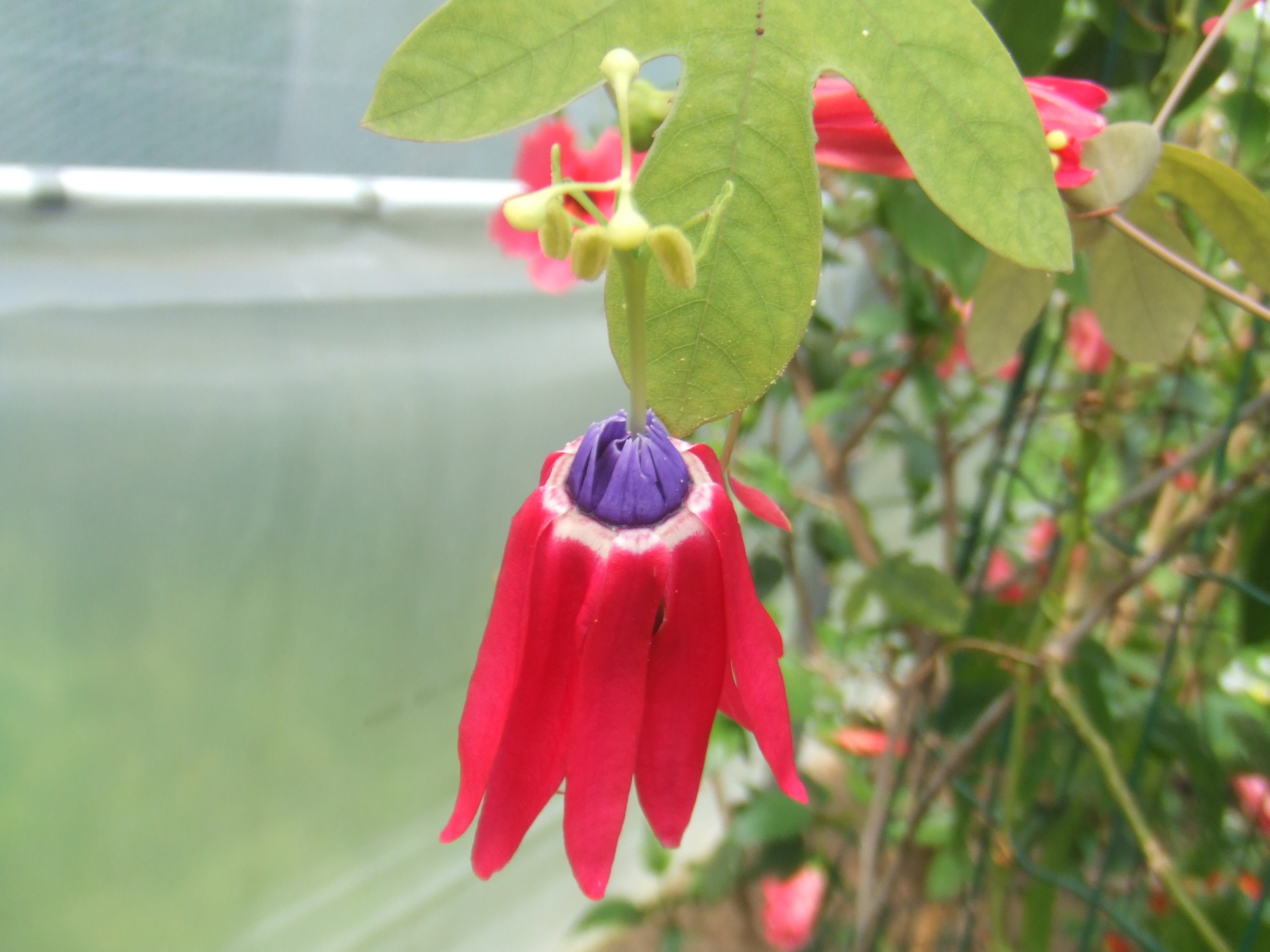
Passiflora edmundoi
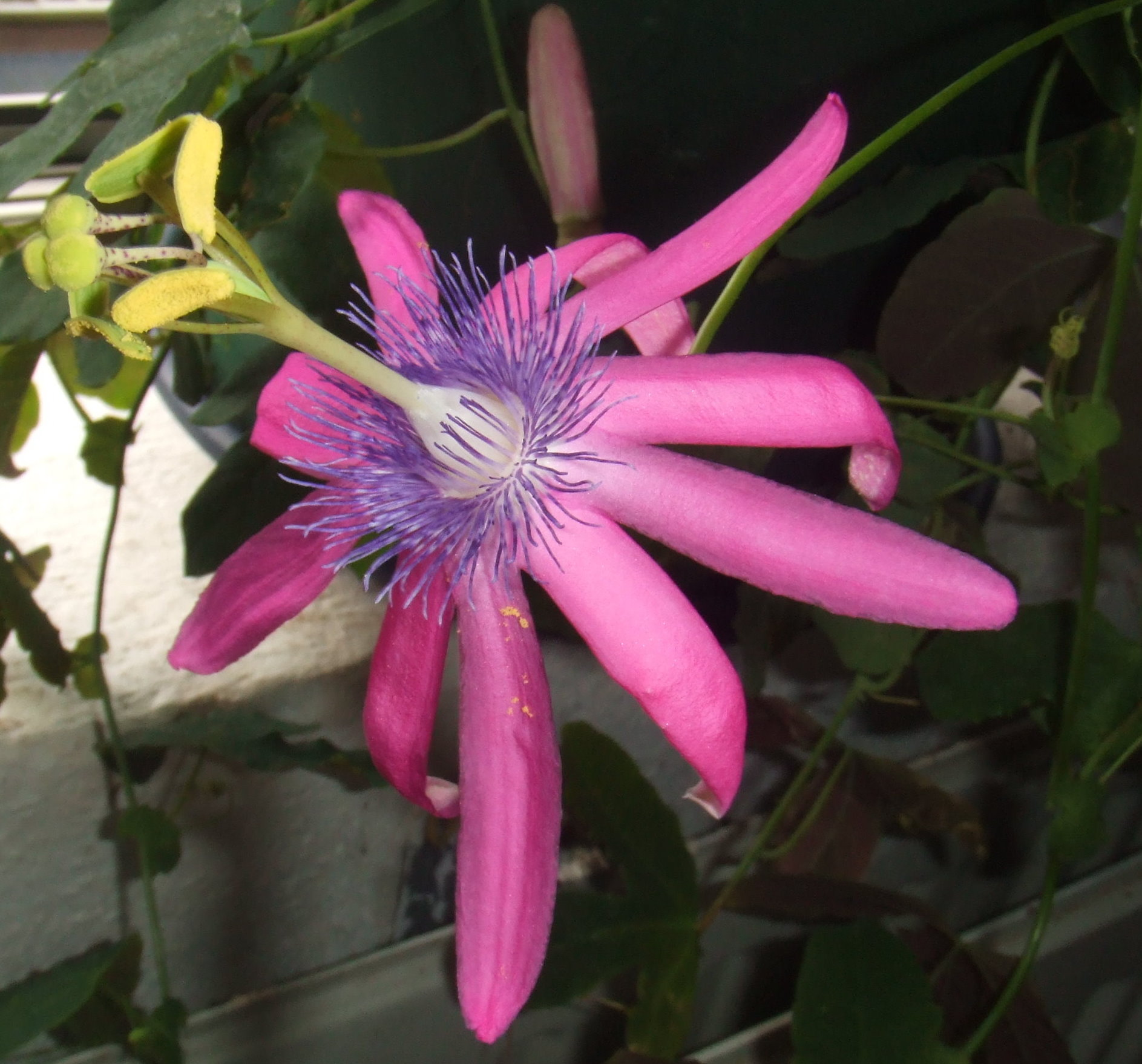
Passiflora kermesina
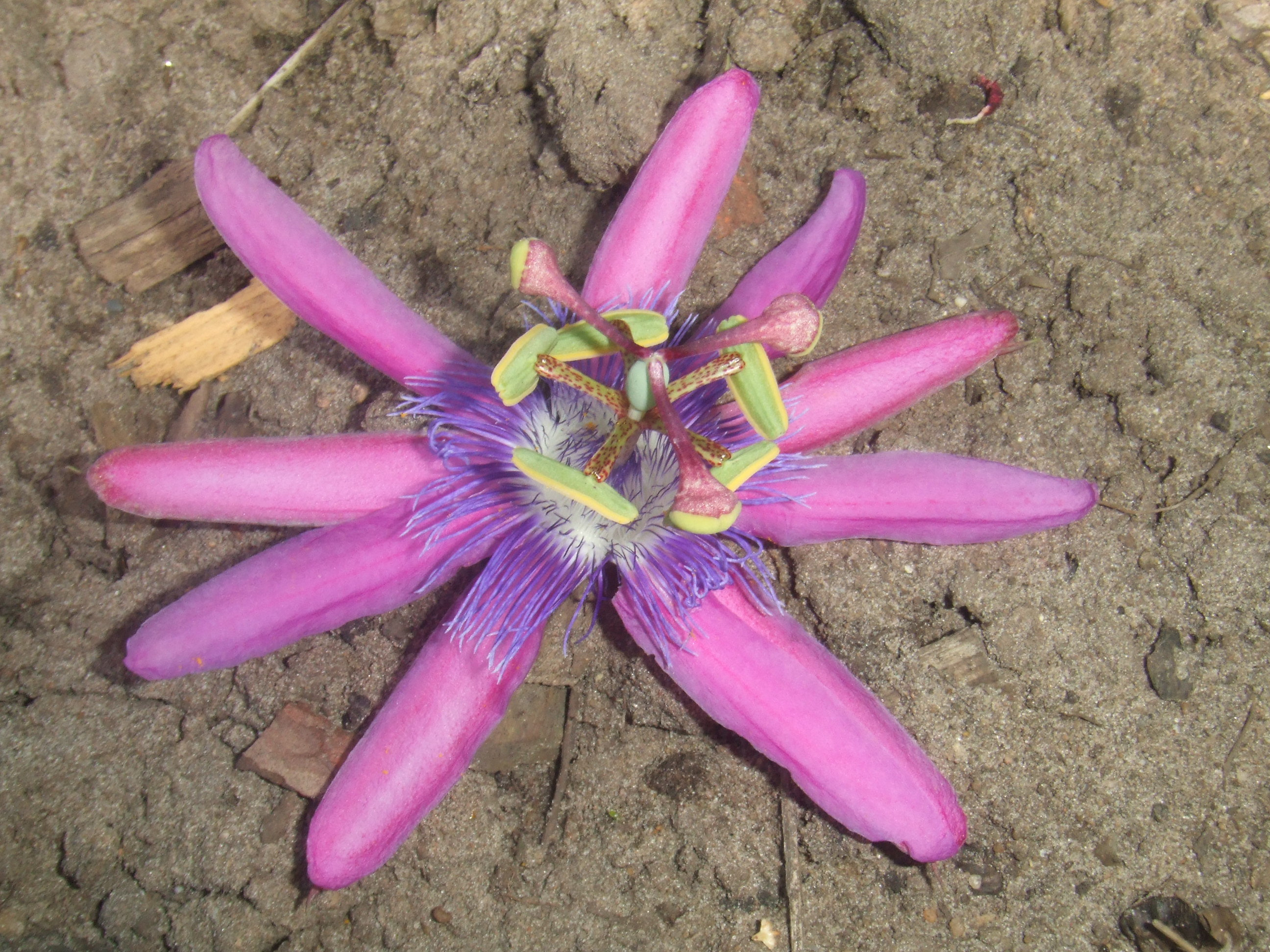
Passiflora loefgrenii